# Іґнац Поллак
Іґнац Якуб Поллак (чеськ. Ignác Jakub Pollak, нім. Ignatz Pollak, пол. Ignacy Pollak; 2 липня 1785, Прага — 30 квітня 1825, Львів) — філософ, філолог педагог і музикант, фахівець з класичної філології, естетики та ораторського мистецтва, професор Львівського університету (1814-1825). Перший професор естетики Львівського університету. Автор наукових праць, оповідань, повістей, віршів, музичних п'єс тощо.

## Життєпис

### Освіта
Закінчив філософський факультет Карлового університету у Празі.
До 1813 року вчителював у гімназії міста Нойгауз (зараз місто Їнржіхув Градец, Чехія).

### Викладацька діяльність
У 1814 році почав викладати на посаді надзвичайного професора давньогрецької мови, естетики і латинської літератури у Львівському університеті. Став першим професором естетики у Львівському університеті. З 1818 року також надзвичайний професор педагогіки.
Будував свої лекції та промови за класичними зразками, широко вживав фразеологізми і вишукані мовні звороти. Вважався блискучим оратором, оскільки мав чудову вимову і досконало володів ораторським мистецтвом. Його промови мали неабиякий розголос серед викладачів і студентів.

## Основні праці
- Anleitung zur Methode der Redekunst zur zweckmäßigen Erleichterung des Humanitäts-Studiums (Вступ до методики мистецтва мовлення для цільового полегшення гуманітарного навчання). 1825.